# Mangomaloba
Mangomaloba is een geslacht van rechtvleugeligen uit de familie sabelsprinkhanen (Tettigoniidae). De wetenschappelijke naam van dit geslacht is voor het eerst geldig gepubliceerd in 1902 door Sjöstedt.

## Soorten
Het geslacht Mangomaloba omvat de volgende soorten:
- Mangomaloba angustipennis Chopard, 1958
- Mangomaloba latipennis Chopard, 1954
- Mangomaloba monticola Sjöstedt, 1902
- Mangomaloba royi Chopard, 1954